# Lynde Creek
Lynde Creek är ett vattendrag i Kanada.   Det ligger i provinsen Ontario, i den sydöstra delen av landet, 300 km sydväst om huvudstaden Ottawa.
Runt Lynde Creek är det i huvudsak tätbebyggt. Runt Lynde Creek är det mycket tätbefolkat, med 1 135 invånare per kvadratkilometer.